# Припутнівська сільська рада (Ічнянський район)
Припу́тнівська сільська́ ра́да — адміністративно-територіальна одиниця та орган місцевого самоврядування в Ічнянському районі Чернігівської області. Адміністративний центр — село Припутні.

## Загальні відомості
- Територія ради: 78,992 км²
- Населення ради: 1 097 осіб (станом на 2001 рік)

Припутнівська сільська рада зареєстрована 1919 року. Стала однією з 27-ти сільських рад Ічнянського району і одна з 19-ти, яка складається більше, ніж з одного населеного пункту.
На території сільради діє Припутнівська ЗОШ І-ІІ ст.

## Населені пункти
Сільській раді підпорядковані населені пункти:
- с. Припутні (674 особи)
- с. Барбурське (22 особи)
- с. Вишнівка (387 осіб)
- с-ще Куликівка (14 осіб)

## Склад ради
Рада складається з 14 депутатів та голови.
- Голова ради: Даниленко Олександр Петрович

### Керівний склад попередніх скликань
| Прізвище, ім'я, по батькові  | Основні відомості                                                 | Дата обрання | Дата звільнення |
| ---------------------------- | ----------------------------------------------------------------- | ------------ | --------------- |
| Даниленко Олександр Петрович | Сільський голова, 1962 року народження, освіта вища, безпартійний | 26.03.2006   | 31.10.2010      |
| Даниленко Олександр Петрович | Сільський голова, 1962 року народження, освіта вища, безпартійний | 31.10.2010   |                 |

Примітка: таблиця складена за даними сайту Верховної Ради України

### Депутати
За результатами місцевих виборів 2010 року депутатами ради стали:

#### За суб'єктами висування
| Суб'єкт висування | Кількість обраних депутатів | %   |
| ----------------- | --------------------------- | --- |
| Партія регіонів   | 14                          | 100 |

#### За округами
| № округу        | Прізвище, ім'я, по батькові        | Дата визнання обраним | Освіта  | Партійна приналежність | Відомості про обраного депутата                        |
| --------------- | ---------------------------------- | --------------------- | ------- | ---------------------- | ------------------------------------------------------ |
| Партія регіонів |                                    |                       |         |                        |                                                        |
| 1               | Герасименко Олександр Михайлович   | 05.11.2010            | середня | член Партії регіонів   | Припутнівське відділення зв'язку, листоноша            |
| 2               | Шевела Світлана Михайлівна         | 05.11.2010            | середня | член Партії регіонів   | Ічнянський територіальний центр, соціальний робітник   |
| 3               | Бочкова Любов Савівна              | 05.11.2010            | середня | член Партії регіонів   | Припутнівська сільська рада, спеціаліст ІІ категорії   |
| 4               | Продан Світлана Миколаївна         | 05.11.2010            | середня | член Партії регіонів   | Припутнівська сільська лікарська амбулаторія, лаборант |
| 5               | Грищенко Валентина Григорівна      | 05.11.2010            | середня | член Партії регіонів   | Припутнівська сільська рада, секретар                  |
| 6               | Герасименко Світлана Володимирівна | 05.11.2010            | середня | член Партії регіонів   | Припутнівська сільська рада, техпрацівник              |
| 7               | Кузьменко Валентина Олександрівна  | 05.11.2010            | середня | член Партії регіонів   | Комунальне підприємство «Припутні», продавець          |
| 8               | Даценко Валентина Михайлівна       | 05.11.2010            | середня | член Партії регіонів   | Ічнянський територіальний центр, соціальний робітник   |
| 9               | Крамаренко Людмила Григорівна      | 05.11.2010            | середня | член Партії регіонів   | тимчасово не працює                                    |
| 10              | Пабат Анатолій Іванович            | 05.11.2010            | середня | член Партії регіонів   | Припутнівська загальноосвітня школа І-ІІ ст., водій    |
| 11              | Пабат Інна Анатоліївна             | 05.11.2010            | вища    | член Партії регіонів   | Припутнівська загальноосвітня школа І-ІІ ст., вчитель  |
| 12              | Кривенко Володимир Миколайович     | 05.11.2010            | середня | член Партії регіонів   | тимчасово не працює                                    |
| 13              | Кузьменко Ганна Василівна          | 05.11.2010            | середня | член Партії регіонів   | Ічнянський територіальний центр, соціальний робітник   |
| 14              | Кривенко Лідія Михайлівна          | 05.11.2010            | середня | член Партії регіонів   | тимчасово не працює                                    |